# (5851) Inagawa
(5851) Inagawa – planetoida z pasa głównego asteroid okrążająca Słońce w ciągu 4 lat i 69 dni w średniej odległości 2,59 j.a. Została odkryta 23 lutego 1991 roku w obserwatorium w Karsuyama przez Shigeru Inodę i Takeshiego Uratę. Nazwa planetoidy pochodzi od miasta Inagawa w Prefekturze Hyōgo, gdzie na górze Oyasan znajduje się obserwatorium astronomiczne. Nazwa została zaproponowana przez Y. Yamadę. Przed nadaniem nazwy planetoida nosiła oznaczenie tymczasowe (5851) 1991 DM1.